# Val Logsdon Fitch
Val Logsdon Fitch (n. 10 martie 1923, Merriman⁠(d), Comitatul Cherry, Nebraska, SUA – d. 5 februarie 2015, Princeton, New Jersey, SUA) a fost un fizician american, laureat al Premiului Nobel pentru Fizică, în 1980, împreună cu James Cronin, pentru descoperirea violărilor principiilor fundamentale de simetrie la dezintegrarea mezonilor K neutri.